# 우암로 (부산)

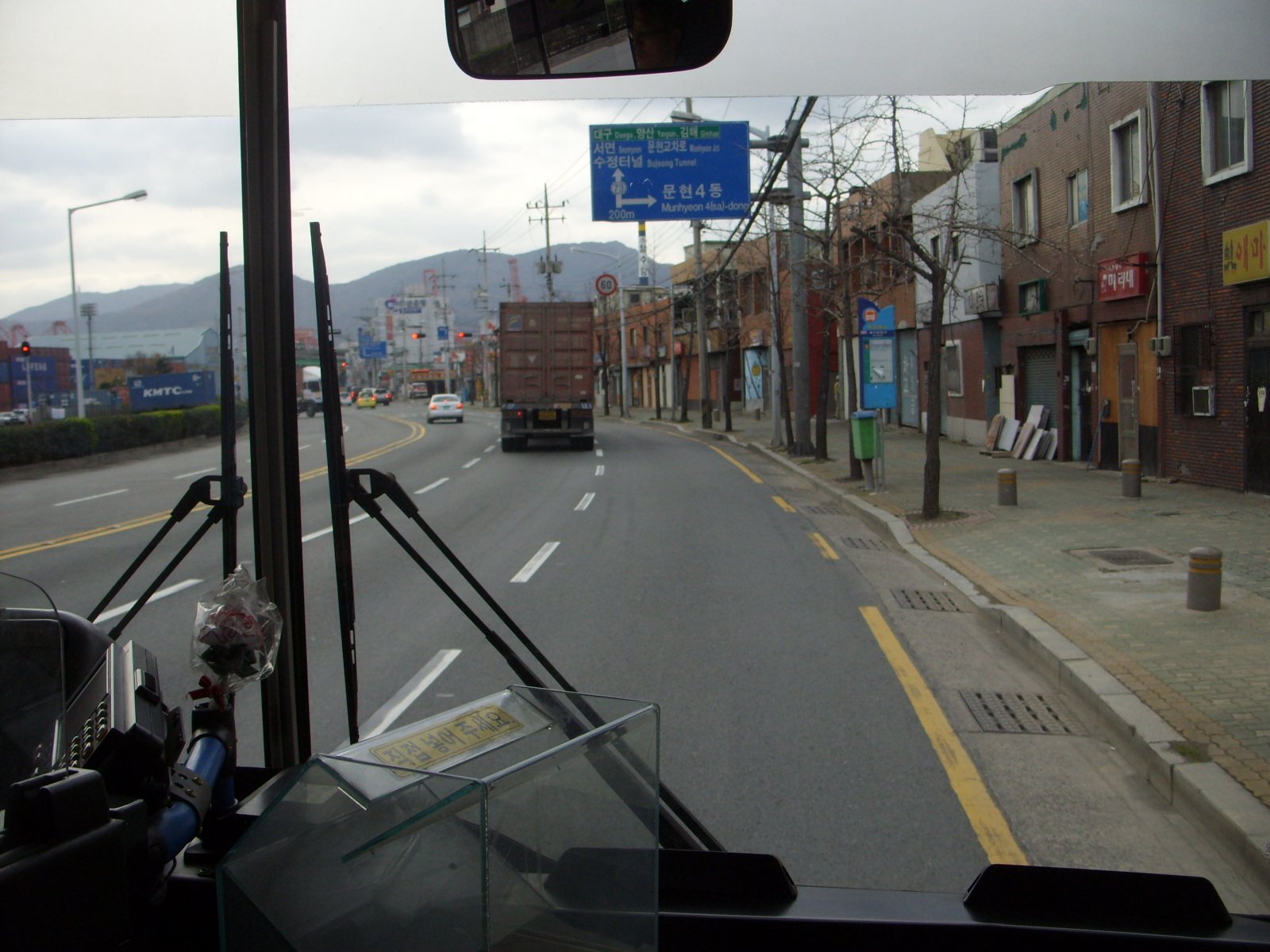
우암로 적기뱃머리 부근

우암로는 부산광역시 남구 감만동 신선대역앞과 문현 교차로를 잇는 부산광역시의 도로이다. 동천삼거리를 기준으로 감만현대아파트사거리에서 동천삼거리까지 구간은 부산광역시도 제73호선으로 지정되어 있으며, 동천삼거리에서 문현 교차로까지 구간은 부산광역시도 제71호선의 일부이다.
7부두, 8부두를 지나므로 컨테이너 물동량 수송에 중요한 역할을 하고 있으며 부산외국어대학교가 위치하고 있으므로 이 학교 학생들의 통학에 중요한 역할을 하고 있다.

## 주요 경유지
부산광역시
- 남구 감만동 - 우암동 - 문현동

## 노선
- 연한 파란색(■): 부산광역시도 제73호선 구간
- 연한 분홍색(■): 부산광역시도 제71호선 구간

| 이름                       | 접속 노선                                  | 소재지     | 소재지 | 비고 |
| -------------------------- | ------------------------------------------ | ---------- | ------ | ---- |
| 신선대역                   | 부산광역시도 제66호선 북항로               | 부산광역시 | 남구   |      |
| 감만현대아파트사거리       | 신선로                                     | 부산광역시 | 남구   |      |
| 감만사거리                 | 부산광역시도 제22호선 (동서고가로) 8부두로 | 부산광역시 | 남구   |      |
| 감만동 교차로              | 석포로                                     | 부산광역시 | 남구   |      |
| 우암동 교차로              | 부산광역시도 제7301호선 (유엔로)           | 부산광역시 | 남구   |      |
| 우암역                     |                                            | 부산광역시 | 남구   |      |
| 동천삼거리                 | 부산광역시도 제71호선 (충장대로)           | 부산광역시 | 남구   |      |
| 문현 교차로 (문현지하차도) | 부산광역시도 제20호선 (자성로) (수영로)    | 부산광역시 | 남구   |      |
| 전포대로와 직결            |                                            |            |        |      |

## 주요 건물 및 시설
- 동항초등학교 (부산광역시 남구 우암로 42)
- 감만제1동행정복지센터 (부산광역시 남구 우암로 71-7)
- 감만119안전센터 (부산광역시 남구 우암로 81)
- 감만동우체국 (부산광역시 남구 우암로 84)
- 부산문화예술교육지원센터 (구 동천초등학교) (부산광역시 남구 우암로 84-1)
- 감만파출소 (부산광역시 남구 우암로 86)
- 우암파출소 (부산광역시 남구 우암로 170)
- 우암제1동행정복지센터 (부산광역시 남구 우암로 190-15)
- 우암초등학교 (부산광역시 남구 우암로 190-19)
- 우암역 (부산광역시 남구 우암로 217)